# Puffin de Townsend
Puffinus auricularis
Espèce
Statut de conservation UICN

 CR B2ab(i,ii,iii,v) : 
En danger critique
Le Puffin de Townsend (Puffinus auricularis) est une espèce d'oiseaux de mer appartenant à la famille des Procellariidae.

## Répartition
Cette espèce vit dans l'océan Pacifique et niche notamment sur les îles Revillagigedo.